# Stigmella ilicifoliella
Stigmella ilicifoliella is een vlinder uit de familie dwergmineermotten (Nepticulidae). De wetenschappelijke naam is voor het eerst geldig gepubliceerd in 1918 door Mendes.
De soort komt voor in Europa.